# Ситуационна хомосексуалност
Ситуационна хомосексуалност се нарича практикуването на еднополов секс между партньори, поне един от които в естествената си социална среда не би търсил и осъществил хомосексуален контакт. Този партньор може да е по природа хетеросексуален, бисексуален или дори прикрит хомосексуален.
Ситуационната хомосексуалност се проявява основно в неестествена социална среда, в която хората са лишени от контакти с противоположния пол и, съответно, от възможности за хетеросексуален полов живот. Такива места са консервативните училищни пансиони, социални домове, затвори, казарми и пр.
Ситуационен хомосексуализъм се практикува и от някои хетеросексуални мъже, които предоставят сексуални услуги на други мъже с цел материална или финансова изгода. В САЩ това явление се нарича с жаргонния термин gay-for-pay, т.е. гей срещу заплащане.

## Затворническа сексуалност
По същество затворническата сексуалност е един от най-явните примери на ситуационна хомосексуалност. Тя се развива между съкилийници, като не е рядкост това да става и насилствено – чрез физическа принуда.
Затворническата сексуалност наподобява системата на доминиране сред човекоподобните маймуни, и създава подобни на техните социални взаимоотношения и структури. Смята се, че такива „животински“ поведенчески модели са всъщност част от човешката натура и следват един универсален архетип, проявяващ се във всяка област на човешката култура и общество.
По данни от почти всички затвори, както мъжки, така и женски, единият участник в секса е пасивен, а другия е доминиращ и активен.
При сексуални контакти в мъжки затвори проникващият партньор не се възприема за гей, а приемащият партньор (в повечето случаи – жертва на насилие) често бива наричан „жена“ или „курва“ и на него се гледа като на по-малко мъжествен, по-слаб. Това го прави и потенциален обект на последващо сексуално и друго насилие. В САЩ 7 % от затворниците декларират, че са били обект на затворническо изнасилване.
Нерядко приемащият партньор бива закрилян от проникващия партньор срещу изнасилване от другите затворници или сбивания. В затвора някои (иначе хетеросексуални) мъже встъпват в сексуални взаимоотношения с по-стар, по-силен затворник, и доброволно приемат пасивната роля, с цел да се предпазят от изнасилване и въобще от насилие.
|  | Тази страница частично или изцяло представлява превод на страницата Prison sexuality в Уикипедия на английски. Оригиналният текст, както и този превод, са защитени от Лиценза „Криейтив Комънс – Признание – Споделяне на споделеното“, а за съдържание, създадено преди юни 2009 година – от Лиценза за свободна документация на ГНУ. Прегледайте историята на редакциите на оригиналната страница, както и на преводната страница, за да видите списъка на съавторите. ВАЖНО: Този шаблон се отнася единствено до авторските права върху съдържанието на статията. Добавянето му не отменя изискването да се посочват конкретни източници на твърденията, които да бъдат благонадеждни. |